# Gabriel Verdalle
Pierre Marie Guillaume Gabriel Verdalle, né à Bordeaux le 12 juin 1847 et mort le 30 août 1918 à Paris, est un harpiste et compositeur français. Il a occupé le poste de Premier harpiste de l'Opéra de Paris pendant la majeure partie de sa carrière.
Il a composé de nombreuses pièces pour harpe solo ou duo avec harpe. La plupart de ses œuvres ont été publiées par Carl Giessel Jr à Bayreuth (entre 1898 et 1901) puis Wilhelm Zimmermann à Leipzig.

## Compositions

### Avec opus
Toutes les œuvres listées sont pour harpe seule, sauf indication contraire.
- op. 1 Andante religioso
- op. 2 L'oiseau-mouche
- op. 3 Petite marche
- op. 4 Aubade
- op. 5 Sérénade
- op. 6 Romance sans paroles
- op. 7 Adagio
- op. 8 Valse-Caprice
- op. 9 Mazurka
- op. 10 Barcarolle
- op. 11 Ballade
- op. 12 Caprice original
- op. 13 Prière
- op. 14 Air de ballet
- op. 15 Bébé dort!
- op. 16 Canzonetta (1898)
- op. 18 Méditation pour violoncelle et harpe
- op. 20–22 Trois Romances sans Paroles no 1 op. 20 en fa, no 2 op. 21 en ré dièse no 3 op. 22 en fa
- op. 20 (bis) Larghetto pour violon et harpe en sol (1898)
- op. 23 Saltarelle
- op. 24 Rêverie pour violon et harpe
- op. 26 Cantilène pour violon et harpe
- op. 27 Sevillana
- op. 29 Chant d'Amour pour violon et harpe
- op. 30 Mélancolie pour violon et harpe
- op. 32 Larmes et Rires pour violon et harpe
- op. 33 Invocation
- op. 34 Doux songe
- op. 39 Lucciola
- op. 40 Danse slave
- op. 41 Légende bretonne
- op. 42 Remembrance
- op. 43 Recueillement
- op. 45 Childish March
- op. 46 Leggenda d'amore
- op. 67 Primavera
- op. 73 Badinage
- op. 76 Amoroso
- op. 77 Serpoletta
- op. 79 Berceuse
- op. 84 Fantasia pour harpe en fa majeur (publié par Izzo, 1901)
- op. 87 Scherzetto
- op. 89 Impromptu

### Sans opus
- Air de ballet no 4
- Papillons, morceau caractéristique
- A Capri
- Capricciosa, valse lente
- Impromptu no 2
- Vision
- 6 Morceaux pour harpe
- Ninetta, sérénade andalouse pour piano (1904)
- Divertissement pour piano (1902)
- Sous l'olivier, mélodie pour voix et harpe (paroles de Jacques Linerais)
- Sur le lac